# Bitch Better Have My Money
«Bitch Better Have My Money» (известная в радиоверсиях как «B**** Better Have My Money» или просто «Better Have My Money») — песня, записанная барбадосской певицей Рианной. Она была написана Джамилем Пьером, Биби Бурелли, Рианной, Трэвисом Скоттом, Канье Уэстом и WondaGurl и спродюсирована Deputy совместно с Уэстом, а также Скоттом и WondaGurl. Была выпущена в цифровом формате 26 марта 2015 года в iTunes Store. Исполнена в жанре трэп и представляет собой заметное отступление от музыкального стиля предыдущего сингла «FourFiveSeconds».
«Bitch Better Have My Money» вошла в топ-10 в Новой Зеландии, Франции и ещё шести странах, а также в топ-20 ещё в Канаде, США, Австралии и ещё трех странах. Музыкальный клип был выпущен 2 июля 2015 года. Для продвижения песни Рианна выступила на второй церемонии вручения награды iHeartRadio Music Awards 29 марта 2015 года.

## Производство
Песня зародилась в квартире продюсера Deputy в виде простого бита. Первоначальный текст появился, когда в студии звукозаписи, на встрече с продюсером, Биби Бурелли исполнила фристайл. После завершения песни Deputy считал, что исполнительницей для неё будет Рианна, заявив: «Это определённо нужно спеть Рианне. Мы пытались выяснить, кто может это сделать, потому что не каждый сможет спеть эту песню».
Когда Уэст и Рианна первый раз услышали песню, она понравилась обоим. Некоторые изменения были внесены Скоттом, WondaGurl и Уэстом. Когда Deputy спросили, не беспокоят ли его внесенные изменения, он ответил: «Я подумал, что это круто. У меня не было никаких негативных чувств по этому поводу. Рианне понравилось, и это действительно было то, что она хочет».

## Критика
Бриттани Спанос из Rolling Stone написала: «Ее развивающийся стиль стал намного сложнее с момента дебюта в танцевальной поп-музыке, и "Bitch Better Have My Money" может быть её самой сложной композицией». Позже тот же журнал поместил песню на 45-е место в списке 50 лучших песен 2015 года. По словам Морвенны Ферье из The Guardian «в новом образе Рианны словно переплетаются Мадонна из фильма „Зрительный поиск“, Паоло Роверси, Фрида Кало и Бой Джордж». Стейси-Энн Эллис из Vibe назвала песню «крутой» и «властной», «она уверенно заявляет о себе как о лучшем игроке, и к концу песни вы будете чувствовать то же самое». Джейсон Липшуц из Billboard оценил песню на три звезды из пяти и написал: «Хотя песня не является преемником предыдущих синглов Рианны, таких как „We Found Love“ и „Only Girl (In the World)“, она заставит грохотать клубы и арены в течение следующего года и в дальнейшем». Корнер и Эми Дэвидсон из Digital Spy поставили сингл на третье место в своем плейлисте «10 треков, которые вам нужно услышать» и написали: «новый альбом певицы доставит много удовольствия». По словам Джима Фарбера из New York Daily News, песня напоминает работы Уэста, особенно наполовину рэповый вокал. Фарбер также назвал песню «призрачной» и «повторяющейся» и, по его словам, в результате получился скорее рифф, а не полноценная песня.

## Позиции в чартах

### Северная Америка
После продажи 108 000 копий в первые четыре дня выпуска, дебютировала под номером 23 в чарте Billboard Hot 100 в номере от 11 апреля 2015 года. На следующей неделе было продано еще 133 000 копий, что на 22 % больше дебютной недели, и заняла четвертое место в чарте Digital Songs. На той же неделе переместилась на четыре позиции и заняла 19-е место в Billboard Hot 100. В июле 2015 года выпуск музыкального видео привел к всплеску продаж на 65% и увеличению видеостриминговых трансляций на 84%, благодаря чему сингл переместился на 15 место в чарте. На этой неделе было продано 43 000 цифровых копий, а стриминговые трансляции в Соединенных Штатах достигли 10 миллионов.
Кроме того 20 июня 2015 года сингл достиг шестой позиции в хит-параде США Rhythmic Airplay Chart, а 18 июля достиг пятой позиции в хит-параде Hot R&B/Hip-Hop Songs. 27 июня возглавил чарт Hot Dance Club Songs и стал 23-м синглом Рианны возглавившим чарт. За почти 39-летнюю историю чарта по количеству первых позиций сейчас она уступает только Мадонне. 30 июня 2015 года объем продаж превысил 1 000 000 цифровых копий и сингл был сертифицирован платиновым Американской ассоциацией звукозаписывающей индустрии (RIAA).
Дебютировал в Канаде 11 апреля под номером 29 в Canadian Hot 100. 18 апреля достиг своего пика заняв 11 место в чарте. Также достиг 41-й строчки в канадском чарте CHR/Top 40 Airplay.

## Океания и Европа
12 апреля 2015 года занял 14-е место в чарте синглов в Австралии. Кроме того, занял пятое место в австралийском городском чарте синглов. Сертифицирован Австралийской ассоциацией звукозаписывающей индустрии (ARIA) золотым, так как было продано более 35 000 цифровых копий.
В Новой Зеландии 6 апреля занял 10-е место. Стал 32-м синглом Рианны попавшим в десятку лучших в чарте. Сертифицирован золотым Новозеландской ассоциацией звукозаписывающих компаний (RIANZ) за продажу более 7 500 копий внутри страны.
В Великобритании сингл дебютировал на 29-м месте в UK Singles Chart 29 марта 2015 года. На той же неделе дебютировал на шестой строчке в UK R&B Chart, а пятой строчки достиг уже на следующей неделе. 5 апреля 2015 года достиг 27-й строчки в UK Singles Chart. 30 октября 2020 года сертифицирован платиновым Британской ассоциацией производителей фонограмм (BPI).
В Ирландии дебютировал 2 апреля под номером 39 в Irish Singles Chart. 23 апреля, на четвертой неделе в чарте, достиг 32-й строчки.
В Швеции дебютировал 17 апреля под номером 38, а на следующей неделе достиг 14-го места. Продержался в чарте в общей сложности 21 неделю и был сертифицирован платиновым Шведской ассоциацией звукозаписывающих компаний (GLF), когда количество проданных в стране цифровых копий превысило 40 000.
В Польше продажи превысили 40 000 цифровых копий и Союз производителей аудио-видео (ZPAV) сертифицировал сингл дважды платиновым.
24 апреля дебютировал в Датском чарте синглов и занял 25-е место. Он оставался в чарте четыре недели подряд и получил золотой сертификат IFPI Дании, за продажу более 30 000 копий внутри страны.
Сингл также был удостоен золотого сертификата Итальянской федерации звукозаписывающей индустрии (FIMI), так как объем продаж превысил 25 000 копий. Также достиг успеха во Франции, где дебютировал и занял третье место в чарте синглов. синглов. Оставался на третьем месте в течение двух недель подряд и в общей сложности продержался в чарте 35 недель. Занял первое место в чартах Финляндии, шестое место в Испании и седьмое место в Швейцарии.

## Музыкальное видео
Видео было снято Рианной и Megaforce при участии Бенуа Деби в апреле 2015 года в Лос-Анджелесе. Сцена с лодкой снималась в Марина Дель Рей. Официальный трейлер видеоклипа был выпущен 28 июня 2015 года на церемонии награждения BET Awards. В трейлере запечатлена загадочная сюжетная линия: богатая женщина, личность которой неизвестна, входит в тускло освещенный лифт. В это же время, Рианна подъезжает к жилому комплексу. Она открывает багажник своей машины и достает большой чемодан, с которым она входит в тот же лифт. Далее в одной из сцен двери лифта закрываются перед двумя стоящими женщинами, а когда двери открываются, Рианна выходит одна, тащя явно тяжелый чемодан. Полное семиминутное видео было выпущено 2 июля 2015 года, и получило рейтинг MA из-за сцен содержащих насилие, эротику и ненормативную лексику. Во Франции музыкальный клип транслируется после 22:30 с предупреждением о том, что ролик не рекомендуется для лиц младше 12 лет. В ролике снимались Рианна, Мадс Миккельсен, Эрик Робертс, Рэйчел Робертс, Сита Абеллан и Санам.
Сюжет видео показывает Рианну и ее друзей, которые садистски истязают женщину (Рэйчел Робертс), а также ее коррумпированного мужа-бухгалтера (Мадса Миккельсена), за кражу денег. Позже на Metro.com был размещен видеоролик с удаленными кадрами, в которых более подробно показаны пытки бухгалтера. Музыкальное видео вдохновлено реальным опытом Рианны, так как ее бухгалтер обманывал ее, воруя деньги.
18 ноября 2016 года количество просмотров превысило отметку в 100 миллионов, что сделало его первым сертифицированным Vevo видео с ограничением по возрасту.

## Живые выступления
Рианна впервые исполнила «Bitch Better Have My Money» 29 марта 2015 года на второй церемонии вручения музыкальной премии iHeartRadio Music Awards. Во время выступления Рианна была одета в короткое черное платье, зеленое пальто Versace и высокие сапоги из ткани зеленого цвета. Выступление началось с выхода певицы из вертолета. Озвучив текст, она отошла от микрофона и «пустилась в пляс».
Стейси Андерсон из Billboard высоко оценила уверенность Рианны во время выступления, и отметила, что «конфронтационный текст песни был озвучен в полном объеме, но несколько моментов были цензурированны». Уилл Робинсон из Entertainment Weekly назвал выступление одним из пяти лучших событий, произошедших на церемонии награждения. Пол Томпсон из Rolling Stone писал, что «в камеру не было ни хихиканья, ни подмигивания, ни кивков, что сделало выступление хорошим образцом актерской игры. Кевин Винтер из New York Daily News высоко оценил выход Рианны на сцену и написал: «Как обычно, выступление не разочаровало и произвело энергичное и потрясающее впечатление!». Кэролайн Меньес из Music Times также высоко оценила выступление певицы, заявив, что «Ее вокал был невероятно сильным, когда она выкрикивала слова. Она была полна настроения и чванства».